# Noel Alumit
Noel Alumit (* 8. Januar 1968 in Manila, Philippinen) ist ein US-amerikanischer Autor, Dichter, Schauspieler, buddhistischer Priester und Blogger.

## Leben
Alumit wurde auf den Philippinen geboren. Seine Kindheit verbrachte er in Kalifornien, wo er in Los Angeles im Stadtteil Historic Filipinotown aufwuchs. Er studierte an der University of Southern California, wo er einen Bachelor of Fine Arts in Drama erreichte. Alumit erhielt ein Emerging Voices-Stipendium von PEN America und 2020 ein Einzelkünstlerstipendium der Stadt Los Angeles. Die Arbeiten von Alumit wurden unter anderem in USA Today, The Advocate, Huffington Post und weiteren Magazinen veröffentlicht. Zusätzlich zu seinem Schreiben hat Alumit als HIV/AIDS-Pädagoge beim AIDS-Interventionsteam im asiatisch-pazifischen Raum in Los Angeles gearbeitet. Alumit erhielt an der buddhistischen Universität des Westens in Kalifornien einen Abschluss als buddhistischer Geistlicher. Er ist außerordentlicher Professor an der UWest und unterrichtet Religion, Wissenschaft und Gesellschaft sowie buddhistische amerikanische Literatur.

## Werke (Auswahl)
- 2003: Letters to Montgomery Clift: a Novel
- 2006: Talking to the Moon
- Mr. and Mrs. La Questa Go Dancing, Theaterstück
- The Rice Room, Theaterstück
- Master of the (Miss) Universe, Theaterstück

## Filme (Auswahl)

### Als Schauspieler
- Red Surf
- Smokd
- Beverly Hills, 90210
- The Young and the Restless

## Auszeichnungen und Preise (Auswahl)
- Stonewall Book Award für Letters to Montgomery Clift: a Novel
- Nominierung für den Lambda Literary Award
- Nominierung für den Southern California Book Award
- Violet Quill Award von Insight Out Books für Letters to Montgomery Clift: a Novel
- Global Filipino Literary Award von Our Own Voice für Letters to Montgomery Clift: a Novel
- Gold Seal von ForeWord